# Goldene Kamera 2007
Die Verleihung der Goldenen Kamera 2007 fand am 1. Februar 2007 in der Ullstein-Halle im Verlagshaus der Axel Springer AG in Berlin statt. Es war die 42. Verleihung dieser Auszeichnung. Das Publikum wurde durch Andreas Wiele (Vorstand Zeitschriften Internationales, Axel Springer AG) begrüßt. Die Moderation übernahm Thomas Gottschalk. An der Veranstaltung nahmen etwa 1100 Gäste teil. Die Verleihung wurde um 20:15 Uhr live auf dem Fernsehsender ZDF übertragen. Die Leser wählten in der Kategorie Bestes Polit-Magazin ihren Favoriten.

## Preisträger

### Beste deutsche Schauspielerin
- Corinna Harfouch

### Bester deutscher Schauspieler
- Edgar Selge

### Pop national
- Rosenstolz

### Bester deutscher Fernsehfilm
- Wut (ARD)

### Comedy
- Cordula Stratmann

### Beste Nachwuchs-Schauspielerin
- Anna Fischer (Lilli Palmer & Curd Jürgens Gedächtniskamera)

### Bestes Polit-Magazin
- Frontal21 (Hörzu-Leserwahl)

### Lebenswerk national
- Liselotte Pulver

### Preis für Jubiläum
- Das Boot

### Spezialpreis fürIntegration
- Simon Rattle

### BesterProminenten-Werbespot
- Oliver Kahn & Waldemar Hartmann (Werbespot für Paulaner)

### Auszeichnungen für internationale Gäste

#### Film international
- Nicolas Cage

#### Pop international (Solokünstler)
- Katie Melua

#### Pop international (Band)
- US5

#### Lebenswerk Musik international
- Lionel Richie

#### Spezialpreis fürUmweltschutzengagement
- Pierce Brosnan